# Elecciones presidenciales de Estados Unidos de 1892
Las elecciones presidenciales de Estados Unidos de 1892 se celebraron el 8 de noviembre de 1892. El expresidente Grover Cleveland se postuló para la reelección con el operador dominante, el presidente, Benjamin Harrison, también fue candidato a la reelección. Cleveland derrotó a Harrison, convirtiéndose así en la primera persona en la historia de EE. UU. en ser elegido para un segundo mandato en la presidencia no consecutivamente, hasta Donald Trump quien también lo consiguió en las elecciones de 2024. Cleveland, que había ganado el voto popular en contra de Harrison en 1888, perdió el voto electoral que le costó la reelección de ese año. Pero en una especie de revancha en 1892 consiguió ganar tanto el voto popular como el electoral.
La campaña se centró principalmente en la emisión de una moneda mejor. El nuevo Partido Popular, formado por grupos de la Grange, Alianzas de Agricultores, y los Caballeros del Trabajo, recibieron más de un millón de votos. Pero Cleveland ganó con facilidad.
Cleveland también se convirtió en el primer demócrata en ser nominado por su partido por tres veces consecutivas, una distinción que sería igualada solamente por Franklin D. Roosevelt en 1940 y luego superada por él en 1944. Aunque William Jennings Bryan fue nominado por tercera vez en 1908, sus nominaciones no fueron consecutivas, ya que las anteriores habían sido en 1896 y 1900.